# شيبس كيسويك
شيبس كيسويك (بالإنجليزية: Chips Keswick)‏‏ (2 فبراير 1940 في لندن - 17 أبريل 2024) مصرفي من المملكة المتحدة.